# Huracán Gert (2017)
El huracán Gert fue un ciclón tropical fuerte que trajo fuertes olas y corrientes de resaca a la costa este de los Estados Unidos en agosto de 2017. Gert se originó de una onda tropical que se alejó de la costa de África el 3 de agosto, pero no se organizó significativamente hasta el 12 de agosto, cuando el sistema se unió en una depresión tropical al este de las Bahamas. Unas horas más tarde, la depresión se convirtió en la séptima tormenta tropical de la temporada anual de huracanes y se llamó Gert. Para el día siguiente, sin embargo, una mayor intensificación se vio obstaculizada por la proximidad del aire seco. Sin embargo, una vez que Gert pudo superar eso el 14 de agosto, Gert continuó fortaleciéndose mientras se movía hacia el norte, en paralelo a la línea costera de los Estados Unidos. Gert alcanzó su intensidad máxima el 16 de agosto en el estado de categoría 2 en la escala de huracanes de Saffir-Simpson (EHSS) a medida que aceleraba hacia el noreste. Posteriormente, el aumento de la cizalladura vertical del viento y la disminución de las temperaturas de la superficie del mar provocaron que Gert se debilitara rápidamente y pasara a un ciclón extratropical el 17 de agosto, al este del Atlántico canadiense. Los remanentes de Gert se disiparon a fines del 18 de agosto, después de que se fusionaran con otro ciclón extratropical sobre el Atlántico abierto.
Durante su vida, Gert trajo oleaje pesado, oleaje fuerte y corrientes de resaca a la costa este de los Estados Unidos y al Atlántico canadiense. Dos muertes ocurrieron cuando dos nadadores se ahogaron en medio de fuertes olas. El sistema extratropical que se fusionó con los restos de Gert continuó trayendo fuertes vientos y lluvias a Irlanda y partes del Reino Unido.

## Historia meteorológica
El 2 de agosto de 2017, el Centro Nacional de Huracanes (NHC) comenzó a rastrear una onda tropical en África occidental. La ola emergió sobre el Océano Atlántico el 3 de agosto, acompañada por un área de baja presión superficial débil. Al moverse rápidamente hacia el oeste, al sur de Cabo Verde, en un ambiente generalmente favorable caracterizado por altas temperaturas de la superficie del mar (TSM) y baja cizalladura vertical del viento, la ola mostró algunos signos de desarrollo, y se le dio una alta probabilidad de consolidarse en una depresión tropical durante las próximas cinco días por el Centro Nacional de Huracanes. Sin embargo, para el 5 de agosto, el movimiento veloz del sistema lo llevó a condiciones menos favorables, lo que provocó que la mayoría de las lluvias y tormentas eléctricas asociadas a la ola se disiparan. La ola siguió avanzando hacia el oeste durante los próximos días, y finalmente se dividió en dos sistemas: el del norte es el precursor de Gert y la parte sur que más tarde generó el huracán Kenneth en el Pacífico oriental.
Posteriormente, el precursor de Gert se movió de oeste a noroeste, pasando al norte de Puerto Rico el 11 de agosto. A medida que lo hacía, las bandas convectivas asociadas con el sistema comenzaron a curvarse y concentrarse hacia el centro del sistema, evidenciando una organización creciente. El 12 de agosto se desarrolló una superficie de baja presión y se formó una depresión tropical a las 18:00 UTC de ese mismo día, a 425 km al noreste de las Islas de Turcos y Caicos. La depresión se organizó aún más para convertirse en una tormenta tropical a las 00:00 UTC del 13 de agosto, con vientos máximos sostenidos de 40 mph (65 km/h), y recibió el nombre de Gert. Aunque las condiciones generalmente favorecieron una mayor intensificación, con SST altas y cizalladura del viento bajo, el aire seco de nivel medio interrumpió la convección central de Gert, lo que hizo que la intensidad de Gert se mantuviera estable durante las siguientes 18 horas. Sin embargo, para el 14 de agosto, la circulación de Gert había mezclado el aire seco, preparando la tormenta para un mayor fortalecimiento. En ese momento, Gert se movía de norte a noroeste hacia el norte a través de una brecha en la cresta subtropical.
A partir del 14 de agosto, Gert se fortaleció notablemente, desarrollando una convección profunda y persistente y una cubierta densa central. A las 06:00 UTC del 15 de agosto, Gert se convirtió en el segundo huracán de la temporada de huracanes en el Atlántico de 2017, ya que los vientos sostenidos aumentaron a 75 mph (120 km/h). Mientras que un canal de latitud media que se aproximaba comenzó a acelerar Gert hacia el noreste, Gert continuó intensificándose, desarrollando un ojo de solo 10 millas náuticas (12 mi; 19 km) de ancho. A las 18:00 UTC del 16 de agosto, Gert alcanzó su intensidad máxima con vientos de 110 mph (175 km/h) y una presión central mínima de 962 mbar (hPa; 28.41 inHg), clasificada como categoría 2 en la escala de huracanes de Saffir-Simpson. Corriendo hacia el este-noreste, Gert pronto pasó más allá del muro norte de la Corriente del Golfo, marcando una disminución significativa en las TSM. Compuesto por el aumento de la cizalladura vertical del viento y el aire más seco, Gert comenzó a debilitarse y su patrón de nubes se deterioró rápidamente; el sistema se degradó a una tormenta tropical a las 12:00 UTC del 17 de agosto. Seis horas más tarde, Gert realizó la transición a un ciclón extratropical 335 millas (535 km) al sureste de St. John's, Terranova. El debilitamiento del ciclón continuó hacia el noreste sobre el océano Atlántico abierto, antes de disiparse a las 00:00 UTC del 19 de agosto. La energía remanente y la humedad del sistema se fusionaron con otro ciclón extratropical al noroeste, que luego afectó a Irlanda y el Reino Unido.

## Preparaciones e impacto
Si bien Gert no se acercó a ninguna de las áreas terrestres durante su vida como un ciclón tropical, Gert todavía generó grandes oleadas, oleaje fuerte y corrientes de resaca a lo largo de la costa este de los Estados Unidos y el Atlántico canadiense. En Nantucket, Massachusetts, se cerraron varias playas, y los salvavidas realizaron más de 25 rescates acuáticos solo el 16 de agosto. A pesar de esto, un hombre de 40 años se ahogó en la playa de Nobadeer alrededor del mediodía del 16 de agosto; los intentos de reanimarlo con resucitación cardiopulmonar después de que lo sacaron del agua no tuvieron éxito. En los Outer Banks, frente a la costa nacional de Cape Hatteras, un hombre de 63 años se ahogó el 14 de agosto después de haber sido atrapado en una corriente de resaca durante un intento de rescatar a otro nadador "en peligro". El otro nadador regresó luego a salvo a la orilla.
Los remanentes de Gert se fusionaron con otro ciclón extratropical que produjo fuertes vientos y fuertes lluvias en Irlanda y el Reino Unido. Antes de la tormenta, Met Éireann emitió avisos meteorológicos amarillos para toda Irlanda, a la espera de fuertes lluvias e inundaciones localizadas. A medida que azotó la tormenta, se produjeron inundaciones severas en Irlanda del Norte, con aguas de inundación que alcanzaron los 1,5 m (4 pies 11 pulgadas). Más de 100 personas fueron rescatadas después de quedar atrapadas en sus autos o casas durante la noche.